# Puente de Albalat sobre el Júcar
El puente de Albalat sobre el Júcar es un puente sobre el río Júcar, situado en la parte sur de la población de Albalat de la Ribera, en el límite entre este municipio y el de Poliñá del Júcar. Es Bien de Relevancia Local con identificador número 46.21.008-010.

## Historia

Escudo de Albalat

El puente se construyó a principios del siglo XX. Con su puesta en servicio dejó de usarse la barca que servía de pontón, sin embargo esta había adquirido un valor sentimental por el que sigue figurando en el escudo del municipio.
En 1911, las gentes del municipio pedían la construcción de un puente sobre el Júcar, obra que se acometió por la intervención del diputado en las Cortes por el distrito de Sueca -que incluía Albalat- Francisco Peris Mencheta. Las obras se iniciaron en 1912, siendo el contratista Agustín Marco Pérez, y estando dirigidas por el ingeniero Enrique Tamarit. En 1914 se modificó la obra, ampliándose los andenes volados para peatones. La inauguración tuvo lugar el 14 de enero de 1917, aunque la recepción definitiva de la obra sería el 17 de junio de 1918.
El coste de la obra ascendió a 197 546'49 pesetas, y fue financiada por los ayuntamientos de Albalat y Poliñá, el Estado y la Diputación Provincial de Valencia.
El puente incorporaba la arquitectura en hierro según el diseño del ingeniero Arturo Monfort Hervás. Consta de dos arcos de 40’50 metros de luz.
Las obras de restauración se iniciaron en abril de 1995.